# 30 km (obwód leningradzki)
30 km (ros. 30 км) – przystanek kolejowy w miejscowości Czeriencewo, w rejonie kiriskim, w obwodzie leningradzkim, w Rosji. Położony jest na linii Wołchow – Czudowo.